# Curt Herzstark

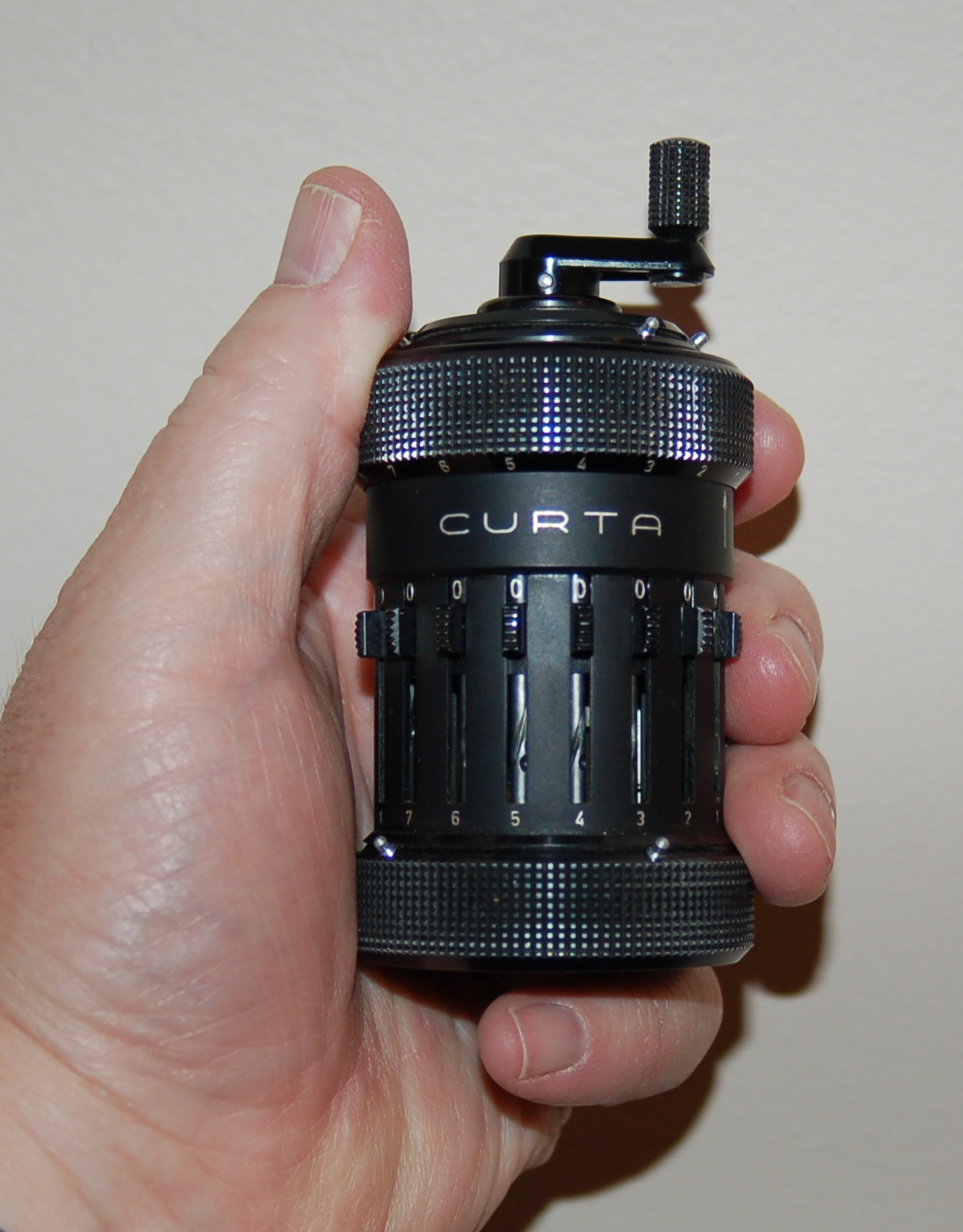
A calculadora mecânica Curta (tipo I) em posição operacional (mão esquerda). A manivela é operada com a mão direita.

Curt Herzstark (26 de julho de 1902 — 27 de outubro de 1988) foi um engenheiro austríaco. Durante a Segunda Guerra Mundial seus planos de uma calculadora mecânica (a Curta) salvaram sua vida.

## Vida e carreira
Herzstark nasceu em Viena, filho de Marie e Samuel Jakob Herzstark. Seu pai era judeu e sua mãe, católica convertida ao luteranismo e criou o filho com luterano. 
Em 1938, enquanto era gerente técnico da empresa de seu pai Rechenmaschinenwerk ÁUSTRIA Herzstark & Co., Herzstark já havia concluído o design do Curta, mas não pôde fabricá-lo devido à ao Anschluss, anexação da Austria à Alemanha Nazista. Em vez disso, a empresa foi condenada a fabricar dispositivos de medição para a  Wehrmacht (Exército Alemão). Em 1943, talvez influenciados pelo fato de seu pai ser liberal, os nazistas o prenderam por "ajudar os judeus e os elementos subversivos" e "contatos indecentes com as mulheres da raça ariana" e o enviaram". para o campo de concentração de Buchenwald. No entanto, os relatórios do exército sobre a produção de precisão da empresa ÁUSTRIA e, especialmente, sobre os conhecimentos técnicos de Herzstark, levaram os nazistas a tratá-lo como um "escravo da inteligência".
Sua prisão em Buchenwald ameaçou seriamente sua saúde, mas sua condição melhorou quando ele foi chamado para trabalhar na fábrica ligada ao campo, que recebeu o nome de Wilhelm Gustloff. Lá, ele foi obrigado a fazer um projeto da construção de sua calculadora, para que os nazistas pudessem finalmente dar a máquina ao Führer como um presente após o final bem-sucedido da guerra. O tratamento preferencial permitido permitiu que ele sobrevivesse à sua estada em Buchenwald até a libertação do campo em 1945, época em que redesenhara a memória completa de sua obra.
Herzstark morreu em Nendeln, Liechtenstein.
O Curta é referenciado no capítulo 4 o livro Pattern Recognition de William Gibson]. O capítulo é intitulado 'Math Grenades', referindo-se ao protagonista Cayce Pollard confundindo as calculadoras com granadas de mão à primeira vista.